# Filiolus serkovae
Filiolus serkovae là một loài ruồi trong họ Asilidae. Filiolus serkovae được Lehr miêu tả năm 1995. Loài này phân bố ở vùng Cổ Bắc giới.